# Mamuka Bachtadse
Mamuka Bachtadse (georgisch მამუკა ბახტაძე, englische Transkription Mamuka Bakhtadze; * 9. Juni 1982 in Tiflis) ist ein georgischer Politiker, der von dem 20. Juni 2018 bis zum 2. September 2019 als Premierminister des Landes fungierte. Zuvor war er als Finanzminister (2017–2018) und davor als Direktor der georgischen Eisenbahngesellschaft (2013–2017) tätig gewesen. Er ist Mitglied der Partei Georgischer Traum.

## Ausbildung und frühe Karriere
Bachtadse wurde in Tiflis, Georgische SSR, damals Teil der Sowjetunion, geboren. 2003 schloss er sein Studium in Management und Makroökonomie an der Staatlichen Universität Tiflis ab und absolvierte danach ein Studium an der Georgischen Technischen Universität mit einem Abschluss in Elektromechanik. Er erwarb 2005 seinen MBA an der Lomonossow-Universität Moskau und 2010 an der Insead Business School in Fontainebleau. Nachdem er von Oktober 2010 bis November 2012 im Aufsichtsrat der Georgian International Energy Corporation tätig gewesen war, übernahm er im März 2013 die Position des Geschäftsführers der Sakartwelos Rkinigsa, der staatlichen Eisenbahngesellschaft Georgiens. Kritiker betrachteten Bachtadses Arbeit bei der georgischen Eisenbahn als gescheitert; der Umsatz des Unternehmens halbierte sich während seiner Amtszeit.

## Politische Karriere

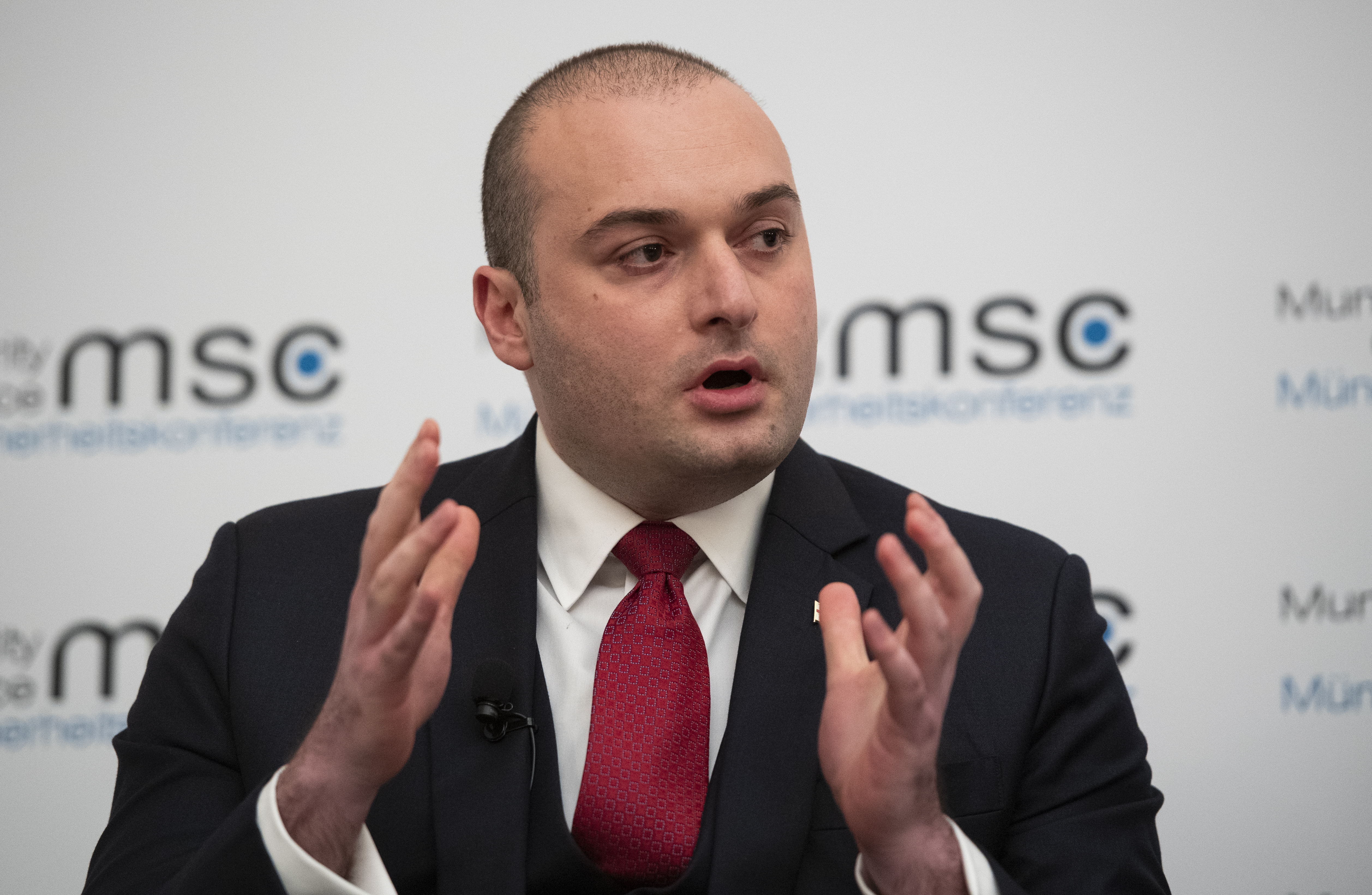
Bachtadse während der 55. MSC 2019

Am 13. November 2017 wurde Mamuka Bachtadse zum Finanzminister im zweiten Kabinett von Giorgi Kwirikaschwili ernannt.
Kwirikaschwili trat am 13. Juni 2018 als Premierminister zurück. Grund dafür waren Differenzen mit Bidsina Iwanischwili, dem einflussreichen Vorsitzenden der regierenden Partei Georgischer Traum. Dies führte zum Rücktritt des gesamten Kabinetts.
Der Georgische Traum ernannte den damals 36-jährigen Bachtadse zum Nachfolger von Kwirikaschwili. Zu dieser Zeit war er noch weitgehend unbekannt; laut einer Umfrage vom Mai 2018, zwei Wochen vor der Nominierung von Bachtadse, hatten 55 % der Befragten noch nie von ihm gehört. Es wurde allgemein angenommen, dass seine Nominierung Iwanischwilis persönliche Entscheidung war, weil Bachtadse ein enger Freund der Iwanischwili-Familie sein soll.
Das Kabinett von Bachtadse gewann am 20. Juni 2018 mit 99 gegen 6 Stimmen das parlamentarische Vertrauensvotum. Das Kabinett wurde vom Parlament am 14. Juli mit 101 gegen 12 Stimmen bestätigt, nachdem die zuvor angekündigten Strukturreformen in den Kabinettsministerien umgesetzt worden waren. Bachtadse versprach, die euro-atlantische Integration Georgiens fortzusetzen und „grundlegende und innovative Reformen“ umzusetzen. Die Nominierung von Bachtadse wurde von der parlamentarischen Opposition, insbesondere dem Europäischen Georgien und der Vereinten Nationalen Bewegung, heftig kritisiert.

### Amtszeit
Bachtadses erster Auslandsbesuch war im Juli 2018 in Brüssel, bei dem er in seinen Treffen mit europäischen Beamten bekräftigte, dass Georgien sich weiterhin den Bestrebungen und Zielen der Europäischen Union verpflichtet fühle. In seiner Ansprache vor der UN-Generalversammlung im September 2018 verurteilte Bachtadse die anhaltende russische Militärpräsenz in den abtrünnigen Gebieten Abchasien und Südossetien und sprach von einer neuen georgischen Friedensinitiative, die diesen Entitäten angeboten wurde.
Im Inland stellte Bachtadse im Jahr 2018 verschiedene wirtschaftliche und politische Reformpläne vor, beispielsweise im Bildungssystem und im Zusammenhang mit der grünen Wirtschaft, einschließlich der Politik des sauberen Verkehrs. Er beteiligte sich an einer Kampagne zur Unterstützung der Kandidatur von Salome Surabischwili bei der Präsidentschaft Georgiens und begrüßte ihre Wahl im November 2018 als „Sieg der Demokratie“.